# كارل غريفيسمول
كارل أدولف غريفيسمول (بالسويدية: Carl Adolph Grevesmühl)، (1827-1744)، رجل أعمال سويدي، من أهالي ستوكهولم. كان يعمل في مجال الأثاث التي أثرى منها ثراء فاحشًا. كلفه الملك السويدي غوستاف الثالث بتأثيث قلعة ستوكهولم. وكان غريفيسمول من أثرياء السويد الذين كانت لهم حظوة لدى العائلة المالكة.